# Zsutai János
Zsutai János (Tiszanána, 1840. augusztus 18. – Pest, 1871. április 24.) költő, lantos, tanító.

## Életpályája
Apja Zsutai István házatlan zsellér, aki miután telkét eladta, pásztor, illetve halász lett. Zsutai János a család legfiatalabb gyermeke volt, s mivel kezdetben apjának segédkezett a munkában, csak nyolcévesen iratták iskolába. Elemi iskoláit szülőhelyén végezte, ahol egyik tanára, Solymossy Pál ismerte fel tehetségét, s neki köszönhetően 1855-ben tanára testvéréhez, Solymossy Sámuelhez került Miskolcra. Középiskolai tanulmányait a miskolci református gimnáziumban Lévay József vezetése alatt, 1856-tól a debreceni kollégiumban végezte, ahol 1864-ben a teológiai szakot is kijárta, majd 1865-ben a kollégium elhagyása után tanító lett a Csapó utcai leányiskolában. Ezalatt feltűnt szépirodalmi dolgozataival, és nagy jövőt jósoltak neki, azonban könnyelmű életmódja megakadályozta ebben. 1867 elején Debrecenben egy kávéházi verekedés  alkalmával ittas állapotban zsebkésével leszúrt egy polgárt, aki néhány napon belül meghalt. Zsutai azonnal feljelentette magát. A vizsgálati fogság beszámításával 8 évi börtönre ítélték, 1870. augusztus 1-jén azonban kegyelmi úton kiszabadult a munkácsi börtönből és Pestre ment, ahol napidíjas írnoki állást kapott az óbudai koronai uradalomnál. Lelki egyensúlya azonban nem állt helyre, és végül 1871. április 24-én este nyolc órakor a Lánchídról a Dunába vetette magát. Holttestét nem találták meg.
Dalai és kivált költeményei mély érzés és jelentékeny költői tehetség jelei.

## Művei
- Zsutai János költeményei. Kiadja a debr. ref. főiskolai Önképző Társulata. Az életrajzi bevezetőt írta Csiky Kálmán. Debrecen, 1872, Városi Ny.[3]